# Rhacophorus edentulus
Rhacophorus edentulus là một loài ếch trong họ Rhacophoridae. Chúng là loài đặc hữu của Indonesia.
Các môi trường sống tự nhiên của chúng là sông, đầm nước ngọt, và đầm nước ngọt có nước theo mùa.